# Pardosa datongensis
Pardosa datongensis este o specie de păianjeni din genul Pardosa, familia Lycosidae, descrisă de Yin, Peng și Kim, 1997. Conform Catalogue of Life specia Pardosa datongensis nu are subspecii cunoscute.